# Spike (fútbol americano)
En el fútbol americano un spike es una jugada que se utiliza para detener el reloj cuando el equipo ofensivo no dispone de más tiempos muertos (o tiempos fuera). Lo que se hace es colocar todo el equipo ofensivo en posición en la línea de golpeo y al empezar la jugada se arroja el balón al suelo, esto se cuenta como pase incompleto y el reloj de juego se detiene, generalmente se usan los spikes en los 2 últimos minutos del segundo cuarto, o del último cuarto cuando el equipo necesita detener el reloj de juego para intentar anotar antes del final del medio tiempo o al finalizar un partido.